# Grote Prijs Stad Zottegem 2017
Il Grote Prijs Stad Zottegem 2017, ottantaduesima edizione della corsa e valida come evento dell'UCI Europe Tour 2017 categoria 1.1, si svolse il 22 agosto 2017 su un percorso di 198 km. Fu vinta dal belga Jasper De Buyst che terminò la gara in 4h42'56", alla media di 41,99 km/h, al secondo posto il belga Joeri Stallaert e a chiudere il podio un altro belga Kenny Dehaes.
Al traguardo 115 ciclisti completarono la gara.

## Squadre e corridori partecipanti
| N.      | Cod. | Squadra                      |
| ------- | ---- | ---------------------------- |
| 1-8     | LTS  | Lotto-Soudal                 |
| 11-18   | TLJ  | Team Lotto NL-Jumbo          |
| 21-28   | DEN  | Direct Énergie               |
| 31-38   | TFO  | Fortuneo-Oscaro              |
| 41-48   | ICA  | Israel Cycling Academy       |
| 51-58   | NIP  | Nippo-Vini Fantini           |
| 61-67   | RNL  | Roompot-Nederlandse Loterij  |
| 71-78   | SVB  | Sport Vlaanderen-Baloise     |
| 81-88   | WIL  | Vérandas Willems-Crelan      |
| 91-98   | WGG  | Wanty-Groupe Gobert          |
| 101-108 | WVA  | WB Veranclassic Aqua Protect |
| 111-118 | SKT  | An Post-ChainReaction        |
| 121-128 | BIK  | Bike Channel Canyon          |

| N.      | Cod. | Squadra                        |
| ------- | ---- | ------------------------------ |
| 131-138 | CIB  | Cibel-Cebon                    |
| 141-148 | TJI  | Joker Icopal                   |
| 151-158 | LPC  | Leopard Pro Cycling            |
| 161-168 | MGT  | Madison Genesis                |
| 171-178 | MET  | Metec-TKH                      |
| 181-188 | PSV  | Pauwels Sauzen-Vastgoedservice |
| 191-198 | RIW  | Riwal Platform Cycling Team    |
| 201-208 | SEG  | SEG Racing Academy             |
| 211-218 | TIS  | Tarteletto-Isorex              |
| 221-228 | TCO  | Team Coop                      |
| 231-238 | CCD  | Differdange-Losch              |
| 241-248 | LKH  | Team Lotto-Kern Haus           |

## Ordine d'arrivo (Top 10)
| Pos. | Corridore            | Squadra      | Tempo    |
| ---- | -------------------- | ------------ | -------- |
| 1    | Jasper De Buyst      | Lotto-Soudal | 4h42'56" |
| 2    | Joeri Stallaert      | Cibel-Cebon  | s.t.     |
| 3    | Kenny Dehaes         | Wanty-Gobert | s.t.     |
| 4    | Timothy Dupont       | Veranda's    | s.t.     |
| 5    | Kristoffer Skjerping | Joker Icopal | s.t.     |
| 6    | Boris Vallee         | Fortuneo     | s.t.     |
| 7    | Timo Roosen          | Lotto-Jumbo  | s.t.     |
| 8    | Olivier Pardini      | WB-Veran.    | s.t.     |
| 9    | Alex Kirsch          | WB-Veran.    | s.t.     |
| 10   | Aidis Kruopis        | Veranda's    | s.t.     |